# Старобогдановка
Старобогда́новка (рос. Старобогдановка) — село у складі Червоногвардійського району Оренбурзької області, Росія.

## Населення
Населення — 204 особи (2010; 304 у 2002).
Національний склад (станом на 2002 рік):
- росіяни — 85 %